# Homaliodendron scalpellifolium
Homaliodendron scalpellifolium är en bladmossart som beskrevs av Fleischer 1906. Homaliodendron scalpellifolium ingår i släktet Homaliodendron och familjen Neckeraceae. Inga underarter finns listade i Catalogue of Life.